# Raoul de Jong

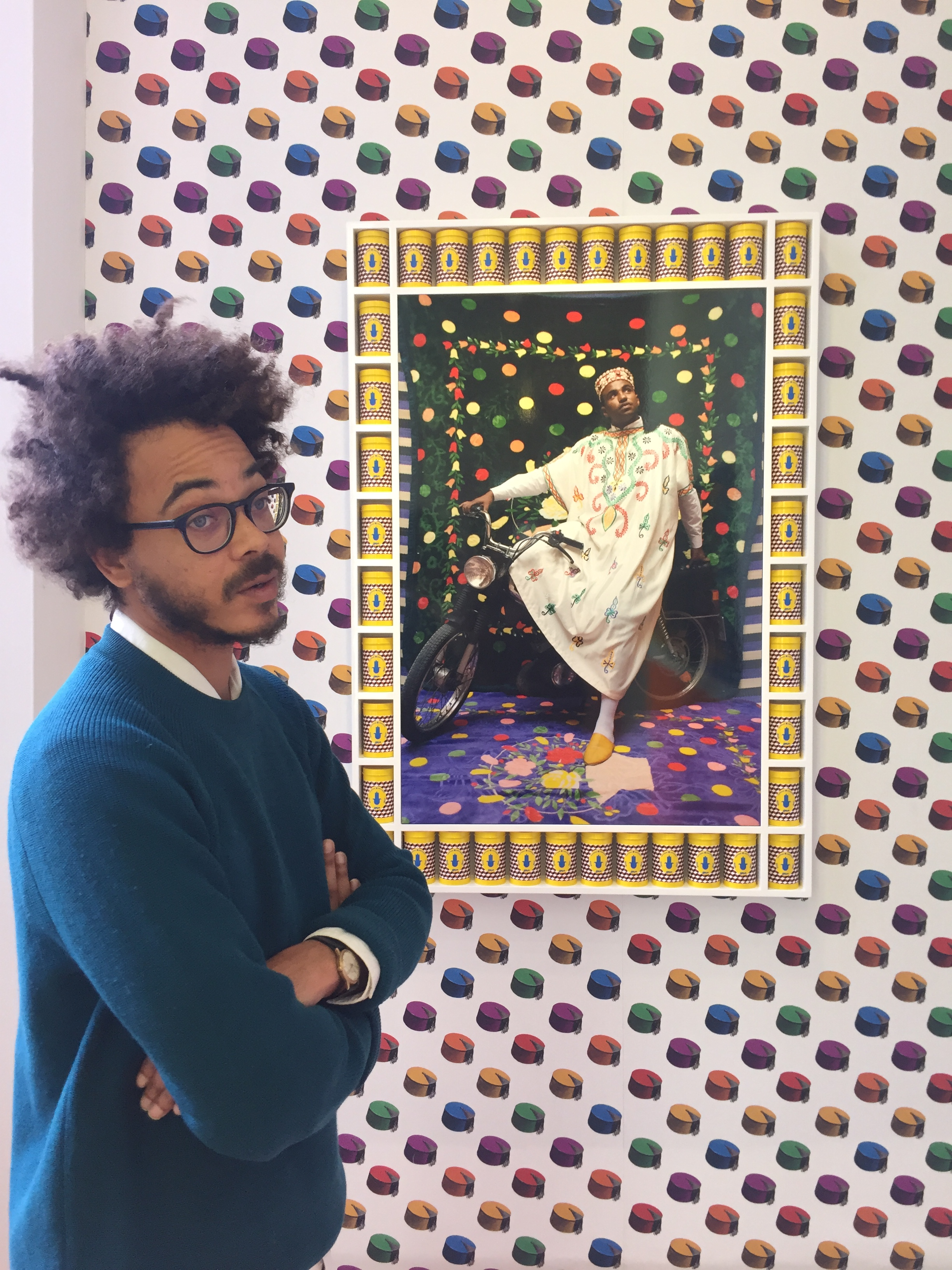
De Jong in 2019

Raoul de Jong (Rotterdam, 12 maart 1984) is een Nederlands auteur, columnist, programmamaker, danser en podcastmaker. Zijn werk kenmerkt zich door een humoristische, autobiografische en spirituele toon. Hij schrijft en schreef onder andere voor NRC Handelsblad, nrc.next, Spunk, Het Parool, Vrij Nederland, Elle  en De Correspondent.

## Biografie
De Jong groeide op bij zijn witte, Nederlandse moeder. Hij zat op een rooms-katholieke basisschool en deed eindexamen gymnasium in Rotterdam in 2002. Zijn Surinaamse vader, die in Nederland woont, leerde hij pas kennen toen hij 27 jaar oud was. Zijn vader vertelde hem dat hun voorouders net na de afschaffing van de slavernij hadden gewoond en gewerkt bij de plantage Motkreek. Tijdens een verblijf van drie maanden in Suriname kwam hij erachter dat hij een nazaat is van inheemse, creoolse en Chinese Surinamers.
De Jong studeerde een jaar literatuurwetenschappen aan de Universiteit van Amsterdam. Hij acteerde in de hoofdrol van het toneelstuk De gouden druppel van het Ro Theater. In de Nederlandse jeugd-soapserie ZOOP van Nickelodeon speelde hij Prins Dayo. Hij begon in 2001 te schrijven voor Spunk. Zijn eerste boek, dat verscheen in 2004, was een bundeling van columns die hij het jaar ervoor, als 19-jarige, had geschreven voor Spunk onder de titel Raoul op reis. In die columns schreef hij over zijn reis van vier maanden in opdracht van Plan Nederland door Senegal, Mali, Niger en Burkina Faso in West-Afrika. De bundel verscheen onder een titel die hij niet zelf had gekozen: Stinknegers. Over de titel publiceerde hij in 2020 een artikel in Vrij Nederland waarin hij schreef dat de uitgever de titel had voorgesteld en dat hij zich er meteen al, en ook achteraf, voor schaamde dat hij het voorstel van de uitgever niet afgewezen had. Hij won met het boek de Dick Scherpenzeel Prijs voor journalisten die op een bijzondere manier de situatie in ontwikkelingslanden belichten.
De Jongs romandebuut Het leven is verschrikkulluk! uit 2005 was deels gebaseerd op zijn leven tijdens zijn eindexamenjaar in Rotterdam.
Kort daarna bracht De Jong It's AMAAAZING uit, over een reis naar New York waar hij onder andere de Italiaanse kunstenaar Gianluca Fratantonio ontmoette met wie hij een relatie kreeg en die nog veelvuldig een rol in zijn oeuvre zou spelen. Zo maakten ze samen een reis van Noord- naar Zuid-Italië waarover ze samen het boek Miracoloso publiceerden in 2008.
Zijn volgende boek, het in 2013 verschenen De grootsheid van het al, was gebaseerd op zijn wandeltocht van Rotterdam naar Marseille. Het boek kwam voort uit de immense belangstelling voor de columns die De Jong schreef voor nrc.nl tijdens de tocht.
Op uitnodiging van de organisatie 'Switch' voor duurzaamheid en rechtvaardigheid schreef hij in 2014 in het kader van de 'maand van de vrijheid' het essay Manifest voor de dromer, waarmee hij verschillende middelbare scholen in Zeeland bezocht.
In 2008 deed De Jong mee aan het VPRO-programma Café De Liefde. In 2011 schreef en regisseerde hij voor Villa Achterwerk het programma 'Iedereen kan dansen'.
In 2015 werd De Jong genomineerd voor de award Best geklede man van het jaar van Esquire.
De Jong werkte samen met Cees Zevenbergen, John den Besten en Ellen Spoor in 2015 mee aan het boekje Hier is het gebeurd van Hotel New York (Rotterdam) dat het hotel aan gasten schenkt, over het gebouw (het voormalige directiegebouw van de Holland-Amerika Lijn), de emigranten die met de Holland-Amerika Lijn vertrokken en de Wilhelminapier.
Het eerste boekenweekgeschenk voor jongeren, 3PAK (een bundel van drie verhalen), werd in 2018 geschreven door De Jong, Nhung Dam en Tim Hofman. Het werd gratis verstrekt door scholen, boekhandels en bibliotheken aan de jongeren in de doelgroep 15 tot en met 18 jaar.
Zijn boek Jaguarman. Mijn vader, zijn vader en andere Surinaamse helden uit 2020 is een literair autobiografisch boek over zijn zoektocht naar zijn Surinaamse vader en eerdere voorouders. Het werd genomineerd voor de Libris Literatuurprijs. In 2023 werd het uitgebracht in Franse vertaling onder de titel Jaguarman (uitgeverij Buchet-Chastel, ISBN 9782283035979). In de Franse kranten Libération en Le Monde werd het boek positief gerecenseerd. Hij bewerkte het boek samen met Sanneke van Hassel tot de leesvoorstelling In Suriname, die werd opgevoerd door Theater Rotterdam in november 2020.
Hij maakte in 2021 het tv-programma In een boek kan het wel.
In 2022 kwam zijn boek Gesprekken met opa uit, gebaseerd op gesprekken met zijn witte, Groningse grootvader die op dat moment 90 jaar oud was.
Voor het boek Anangsieh tories - verhalen van de spin uit Suriname van Anton de Kom (2022, Atlas Contact, ISBN 9789045045887) verzorgde hij het nawoord; het voorwoord is geschreven door Gerda Havertong. In hetzelfde jaar verscheen Vrij - wat Nederlanders doen als ze niet werken, een bundel columns van De Jong, Manouk van Egmond, Sanneke van Hassel en Astrid van Rooij over meer dan vijftig Nederlanders en hun bijzondere hobby's, eerder verschenen in de rubriek Vrij in NRC.
Samen met schrijver Julien Ignacio en hoogleraar Nederlands-Caraïbische Letteren Michiel van Kempen stelde hij het boek Dat wij zongen - Twintig schrijvers om nooit te vergeten samen dat in 2022 werd gepubliceerd door Das Mag in samenwerking met de Werkgroep Caraïbische Letteren. Het bevat twintig essays over Caraïbische auteurs, met bijdragen van Roberta Petzoldt, Ken Mangroelal, Astrid Roemer, Daphne Huisden, Gershwin Bonevacia, Tommy Wieringa, Antoine de Kom, Eric de Brabander, Ruth San A Jong, Tessa Leuwsha, Alfred Schaffer, Chris Polanen, Michael Tedja, J.Z. Herrenberg, Rihana Jamaludin, Marian Markelo, Milouska Meulens, Dean Bowen, Karin Amatmoekrim, Shantie Singh en Sanneke van Hassel. De essays gaan over de Caraïbische auteurs Frank Martinus Arion, Bernardo Ashetu, Edgar Cairo, Kwame Dandillo, Hans Faverey, Leo Ferrier, Albert Helman, Papa Koenders, Pierre Lauffer, Boeli van Leeuwen, Tip Marugg, Ellen Ombre, Anil Ramdas, Astrid Roemer, Johanna Schouten-Elsenhout, Shrinivāsi, Michael Slory, Bea Vianen en Charles Wooding en de broers Thomas Edward, Arthur Philip en Frederik Paul Penard.
De Jong schreef het Boekenweekessay 2023 Boto Banja - of: het geheime genootschap der dansende schrijvers. In het boek refereert hij aan de 'dansende schrijvers' Claude McKay, Langston Hughes, Zora Neale Hurston, Theo Comvalius en Anton de Kom. Het speelt zich grotendeels af in de Dominicaanse Republiek.
Samen met Noraly Beyer maakte hij bij De Correspondent de zesdelige podcast-serie Tigri Tories, die op de website werd geplaatst van 8 tot en met 22 maart 2023.
De Jong was een jaar lang gastschrijver bij de Rijksuniversiteit Groningen vanaf november 2023. In deze rol gaf hij onder andere werkcolleges aan studenten en verzorgde vier Studium Generale-programma's met als thema "het schrijven als vorm van onderzoek naar verleden en heden, de ontdekking van vergeten verhalen en (post)koloniale teksten over de grenzen". Uit het gastschrijverschap kwam onder andere het boek Groningen door dromersogen voort, gepubliceerd op 15 mei 2024 door de University of Groningen Press, waarin De Jong schreef over zijn persoonlijke zoektocht naar zijn Surinaamse en Groningse wortels, en waarin ook werk is opgenomen van elf studenten die in deze periode door De Jong werden begeleid.

## Privé
De Jong woont en werkt in Rotterdam en Parijs.

## Erkenning
- 2004 - Dick Scherpenzeelprijs voor  Stinknegers[4]
- 2014 - Nominatie Bob den Uyl-prijs voor De grootsheid van het al
- 2015 - Het beste Rotterdamse Boek 2015 voor De grootsheid van het al[27]
- 2020 - Nominatie voor de Libris Literatuurprijs voor het boek Jaguarman. Mijn vader, zijn vader en andere Surinaamse helden
- 2022 - Nominatie Boon voor fictie- en non-fictie voor Jaguarman. Mijn vader, zijn vader en andere Surinaamse helden[28]
- 2022 - Toneelschrijfprijs voor Het waarom beantwoord, samen met Mathieu Wijdeven[29]
- 2022 - Anna Blaman Prijs

## Bestseller 60
| Boeken met noteringen in de Nederlandse Bestseller 60            | Jaar van verschijnen | Datum van binnenkomst | Hoogste positie | Aantal weken | Opmerkingen     |
| ---------------------------------------------------------------- | -------------------- | --------------------- | --------------- | ------------ | --------------- |
| Boto Banja - of: het geheime genootschap der dansende schrijvers | 2023                 | 15-03-2023            | 1(1wk)          | 4            | boekenweekessay |